# Erinnyis socorroensis
Erinnyis socorroensis är en fjärilsart som beskrevs av Clark 1925. Erinnyis socorroensis ingår i släktet Erinnyis och familjen svärmare. Inga underarter finns listade i Catalogue of Life.